# Triangle parlementaire de Canberra
 (février 2023).
Si vous disposez d'ouvrages ou d'articles de référence ou si vous connaissez des sites web de qualité traitant du thème abordé ici, merci de compléter l'article en donnant les références utiles à sa vérifiabilité et en les liant à la section « Notes et références ».

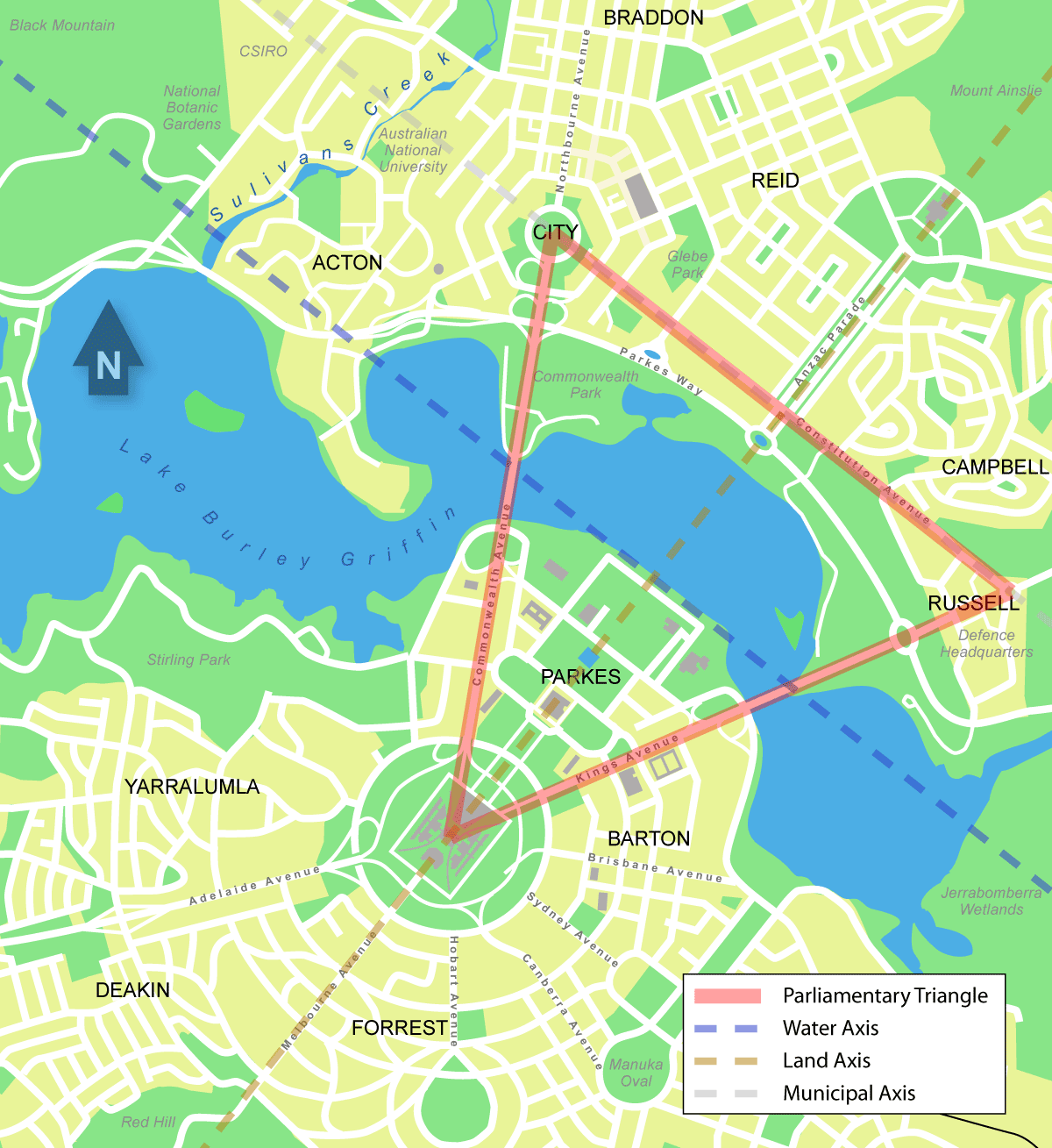
Plan du centre ville de Canberra avec en rouge le triangle parlementaire.

Le  Triangle parlementaire de Canberra, en Australie, est le centre officiel de la ville. Il est limité par l'avenue du Commonwealth, l'avenue Kings et l'avenue de la Constitution et regroupe la plupart des bâtiments célèbres de la ville.
Ce secteur bénéficie d'une attention particulière du gouvernement fédéral : ainsi la transformation du réseau de tramway est-elle prévue en 2024 avec des rames sans caténaire.
On y trouve notamment la Place de la Réconciliation. 